# Psittiparus gularis
El picoloro cabecigrís (Psittiparus gularis) es una especie de ave paseriforme de la familia Sylviidae que vive en Asia.

## Descripción
El picoloro cabecigrís mide alrededor de 18 cm de largo. Como indica su nombre su cabeza es principalmente de color gris claro, con la frente negra prolonganda por unas largas listas superciliares también negras que rodean el píleo casi en su totalidad. Presenta una mancha blanca en el frontal de las mejillas y alrededor de los ojos, y tiene una mancha negra en la garganta. Las partes superiores de su cuerpo son de tonos castaños y las inferiores blanquecinas. Su pico anaranjado amarillento es robusto y con la mandíbula superior curvada hacia abajo, y sus patas son grisáceas.

## Distribución y hábitat
Se encuentra en los bosques templados y de montaña del sureste de Asia. Se extiende desde Bután hacia el este, por la mitad sur de China y el norte del sudeste asiático, distribuido por el noreste de la India, Birmania, Laos, Vietnam y Tailandia.

## Taxonomía
Anteriormente esta especie se clasificaba con todos los demás picoloros en una familia propia, Paradoxornithidae, o formando parte de Timaliidae o Paridae, pero actualmente se clasifica en la familia Sylviidae, al demostrarse su proximidad con las currucas (Sylvia).
Se reconocen seis subespecies:
- Paradoxornis gularis gularis;
- Paradoxornis gularis transfluvialis;
- Paradoxornis gularis rasus;
- Paradoxornis gularis laotianus;
- Paradoxornis gularis fokiensis;
- Paradoxornis gularis hainanus.

La antigua subespecie P. g. margaritae que se encuentra en el sur de Vietnam y el este de Camboya en la actualidad generalmente se considera una especie aparte, el picoloro cabecinegro.